# R-23
Il Vympel R-23 o K-23, noto come AA-7 Apex (designazione NATO) in occidente, è un missile aria-aria (in inglese: AAM - Air to Air Missile) di fabbricazione sovietica. L'R-23 è stato rimpiazzato in servizio da una nuova versione con raggio d'azione più ampio denominata R-24. Per ruolo e prestazioni è comparabile all'AIM-7 Sparrow statunitense.

## Sviluppo
La Vympel ha iniziato lo sviluppo del K-23 nel 1965. Il nuovo caccia MiG-23 richiedeva una nuova arma per il medio raggio paragonabile allo Sparrow e dotato di reali capacità oltre il raggio visivo per l'uso contro i bombardieri, agile e con un peso di 150 kg. Venne preso come base il missile R-4. Nel 1967 sono iniziati i test su un MiG-21 e poi sul prototipo del MiG-23.
Nel 1968 venne recuperato in Vietnam un missile AIM-7E da un F-4 USAF abbattuto in volo. La Vympel ne realizzò una copia fedele, denominata K-25. Il confronto tra i due missili dimostrò la netta superiorità del K-23 per quanto riguardava raggio d'azione, manovrabilità ed ECCM. Lo sviluppo del deludente K-25 cessò nel 1971. L'impossibilità di realizzare la prevista testata a doppio sensore (SARH-IR) portò, come d'uso, a realizzare due varianti separate: l'R-23R (izd. 340) a guida SARH e l'R-23T (izd. 360) all'infrarosso. Le due versioni vennero designate in occidente AA-7A ed AA-7B Apex. Nel 1970 iniziarono le prime prove di lancio. Il missile venne introdotto sul MiG-23MF alla fine del 1973 ed iniziò subito l'esportazione verso i paesi del patto di Varsavia.
La versione "R", lunga 4,46 metri, ha una apertura alare di 1 metro e 22 cm di diametro e pesa 223 kg.
L'Apex impiega elettronica a transistor. Il sensore RGS-23 Topaz è semiattivo radar (SARH) in banda J. Primo al mondo con guida semiattiva monoimpulso, ha buone capacità ECCM. Il motore a propellente solido bistadio PRD-194 assicura una velocità di Mach 3 a fine combustione. Il missile, secondo le stime, può sopportare 18-21G, può essere lanciato nel corso di manovre a 4G e può centrare bersagli che manovrano a 5G. La portata minima è di 1,2-2,5 km (retro-fronte). Quella utile varia da 14 km (bassa quota) a 25 km (alta quota) in attacco frontale (4-10 km in coda), quella massima arriva a 35 km (17 a bassa quota). La quota d'impiego varia da 40 a 25000 metri. L'Apex ha capacità “snap up/down” di 4000 metri rispetto alla quota di lancio. Per la prima volta consente l'attacco a velivoli e missili da crociera in volo a bassa quota.
Quando il radar di bordo Sapfir-23 ha “agganciato” il bersaglio, viene sintonizzato il ricevitore SARH. Il computer analogico AVM-23, invia i dati all'autopilota del missile e alla spoletta (tempo di volo, velocità di avvicinamento, aspetto). Al lancio il radar passa alla guida in onda continua (CW). La fase iniziale di volo è autonoma (inerziale) per i primi 3 secondi per evitare l'interferenza dei lobi laterali del radar di bordo. Successivamente l'Apex passa alla navigazione proporzionale, dirigendosi sulla riflessione radar dell'obbiettivo.
La spoletta di prossimità radar Tchaika ad effetto Doppler, attiva la testata di 25 kg ad alto esplosivo/frammentazione (HE/Frag) oppure “Continuous rod”, con raggio efficace di 8 metri. Se il missile manca il bersaglio, si attiva il temporizzatore per l'autodistruzione. L'SSKP è stimato 0,7.
Il motore a propellente solido produce una enorme scia di scarico. Poiché l'arma è vicina alle prese d'aria del caccia, il rischio di provocarne lo spegnimento del motore era reale. Un intervento sul sistema di riaccensione del motore del velivolo e un deflettore di gas hanno risolto il problema.
La Romania lo ha prodotto su licenza, col nome A-911, anche per l'esportazione. I MiG-25 e i MiG-29 sono stati resi compatibili con il nuovo missile.

## In azione
L'Apex è stato impiegato in molti conflitti. I siriani hanno dichiarato diverse vittorie (3 F-15, 4 F-16 ecc.) durante la guerra in Libano nel 1982-83, con il lancio di oltre 30 R-23/R-24. L'unica confermata da Israele (che raramente conferma le sue perdite) riguarda un colpo a segno contro un drone BQM-34. Il pilota dopo aver tentato inutilmente l'aggancio con un R-23R lo ha abbattuto con un R-23T. I rapporti sugli abbattimenti dichiarati da fonti russe si sono rivelati frutto di falsificazioni. Però alcuni episodi sono ancor oggi controversi, e l'autorevole RAND ritiene probabile che l'85 a 0 dichiarato da Israele vada corretto.
Il 7 giugno 1982 tre MiG-23 hanno intercettato alcuni F-16. Uno dei MiG ha attaccato da 25 km, abbattendo due F-16 con R-23 (da 9 e da 8 km), per poi essere abbattuto da un altro F-16. L'8 giugno un MiG-23 ha rilevato un F-16 da 21 km, abbattendolo con un R-23 da 7 km. È stato poi colpito da un altro F-16. Il 9 giugno due MiG-23 hanno attaccato un altro gruppo di F-16, abbattendone uno da 6 km con un R-23. Anche in questo caso il pilota è stato a sua volta abbattuto.
Nei casi segnalati, Israele ha ammesso la perdita di alcuni F-16 attribuendola, però, a missili superficie-aria, caso non infrequente in combattimento. Osservatori esterni sembrerebbero confermare i dubbi a proposito di 2 F-16, ma non vi sono prove concrete.
L'Iraq ha ricevuto 800 R-23R negli anni ‘80. Ne sono stati lanciati da 40 a 200 (R-23 e R-24) dal 1984, abbattendo sicuramente un F-4E, un C-130 ed un Fokker F.27. Molte altre vittorie sono state dichiarate contro F-14A, F-4D/E and F-5E. Gli iracheni raramente portavano a termine l'attacco e lanciavano da eccessiva distanza (30-35 km), dandosi poi alla fuga. I missili perdevano l'aggancio.
A fine anni '80 i MiG-23MF cubani hanno lanciato molti R-23 contro aerei sudafricani abbattendone almeno due. Nel 1987, in uno scontro tra due MiG-23ML e quattro Mirage F-1CZ, uno dei Mirage è stato danneggiato da un Apex (o da un Aphid) in un tiro frontale. Il pilota è riuscito a rientrare ma ha distrutto l'aereo finendo fuori pista.
Nel 1988 i MiG-23MLD russi hanno abbattuto con R-24 due elicotteri AH-1J iraniani penetrati nello spazio aereo Afghano.

## Paesi utilizzatori
Tra i vari paesi che hanno dotato la propria aeronautica del missile R-23:
- Unione Sovietica
- Afghanistan
- Algeria
- Angola
- Bielorussia
- Bulgaria
- Corea del Nord
- Cuba
- Etiopia
- Germania Est
- India

- Iraq
- Jugoslavia
- Kazakistan
- Libano
- Polonia
- Romania
- Siria
- Slovenia
- Sudan
- Ucraina
- Ungheria